# Estraci (metge)
Estraci (en llatí Stratius, en grec Στράτιος) fou un metge grec. Era amic d'Èumenes II de Pèrgam que durant la guerra s'havia fet sospitós als romans. El rei va enviar al seu germà Àtal a Roma a felicitar al poble romà, però aquesta visita no fou ben rebuda pel senat; assabentat, Èumenes hi va enviar al seu amic Estraci 167 aC, tant per controlar els ambiciosos plans del seu germà Àtal, com per mirar de salvar la relació amb la república. Pels seus prudents consells va aconseguir que el príncep es mantingués dins els seus deures, però tot i així Àtal va ser reenviat a casa amb bones paraules i Èumenes alarmat va decidir anar a Roma en persona, però tan bon punt va arribar a Brundisium se li va ordenar sortir de territori italià.